# Sven Kuhlefelt
Sven Kuhlefelt, född 24 november 1892 i Helsingfors, död 18 oktober 1980, var en finländsk arkitekt. Han var bror till Åke Kuhlefelt.
Kuhlefelt, som var son till medicine licentiat Elis Kuhlefelt och Katarina Elisabeth Estlander, blev student 1910 och diplomarkitekt 1915. Han företog studieresor till Italien, Spanien, Frankrike och Skandinavien. Han var innehavare av egen arkitektbyrå från 1915.